# Tramvaj Načerno
Tramvaj Načerno je internetový literárně-společenský magazín. Vycházel od 20. prosince 1998 jako nástupce literárního občasníku Listí. Koncem roku 2004 se vydavatelem stalo občanské sdružení Tramvaje Načerno, které založili tehdejší členové redakce, aby na základě licence získané od původního zakladatele projektu mohli pokračovat a rozšiřovat svoji činnost.
Časopis nejdřív vycházel jako čtrnáctideník, od roku 2000 jako týdeník a od roku 2002 téměř jako deník s pravidelnými rubrikami: v pondělí a ve čtvrtek vycházela Poezie, v úterý AD blok („poznámky
a komentáře k událostem ze světa marketingové komunikace i pohled pod pokličku médií“), ve středu vycházela Próza a v neděli Nedělníček („lehce žertovná, nebo i zcela vážná tečka týdne“). Kromě toho vycházely i některé nepravidelné rubriky, například recenzní Křižovatky, lifestylová rubrika Život EXPRES, sváteční slovo Cesty k nám nebo dětská rubrika Vagónek.
Svého času byly texty Tramvaje Načerno součástí českého národního jazykového korpusu. Od podzimu 2002 do jara 2003 pořádala redakce autorské večery, na které redakční tým v březnu 2005 krátce navázal. Tramvaj poskytla část svého prostoru také pro webovou podobu prvotiny spisovatelky Marcely Šedivé určené dětským čtenářům.
V roce 2003 vycházela také slovenská edice Električka Načierno. Tramvaj Načerno měla přidělené vlastní číslo ISSN. Časopis zanikl v lednu 2007.

## Šéfredaktoři a šéfové rubrik
- Zdeněk Fekar (do června 2005) byl jedním ze zakladatelů a prvním šéfredaktorem
- Pavel Daniel (2005) oficiálně časopis vedl jen krátce, patřil ale k dlouhodobým spolupracovníkům
- Robert Hladil (od října 2005 do ledna 2007) poslední šéfredaktor, dlouholetý šéf rubriky poezie
- Zora Šimůnková patřila mezi nejvýraznější osobnosti časopisu, vedla rubriku poezie a organizovala literární pořady Tramvaje Načerno
- Bedřich Jetelina autor fejetonů, předseda správní rady občanského sdružení, které časopis vydávalo

## Osobnosti časopisu
V časopise publikovala i celá řada známých jmen, například:
- vydavatel Amerických listů a profesor Univerzity Louisville Václav Větvička
- kanadský vědec a žurnalista českého původu Miloš Kaláb vydávající mj. Kanadské listy
- publicista Zdeněk Mitáček přispívající do řady časopisů jako Host, Texty, Sojky v hlavě, Weles, Psí víno či Dobrá adresa a jeden z vydavatelů Jihovýchodní pošty - sešitů pro literaturu a kritiku
- Tomáš Ventura, novinář Mladé fronty Dnes a iDnes.cz a od ledna 2008 zástupce šéfredaktora iDnes.cz
- spisovatelka Martina Bittnerová, která vedla recenzní rubriku Křižovatky a společně se Zorou Šimůnkovou, Robertem Hladilem a Zdeňkem Fekarem se podílela na tvorbě autorských pořadů

## Další významní autoři
- básník Bořek Mezník vydával svoje práce v letech 2003–2006 a vystupoval i na autorských večerech
- historik Martin Pelc zde publikoval v letech 2004–2006
- spisovatel a novinář Zdeněk Rosenbaum publikoval několik veršů v roce 2002
- dnešní prezident Pedagogické komory Radek Sárközi v letech 2001–2002 zveřejnil několik básní